# Камерна опера
Камерна опера — опера, написана для виконання з камерним ансамблем, а не з повним оркестром. Опери цього типу на початку XX століття включають «Кардилак» Пола Гіндеміта (1926). Раніше невеликі опери, такі як «La serva padrona» (1733) Перголезі, іноді називали камерними операми.
Інші приклади XX століття включають «Савітрі» Густава Холста (1916).

Бенджамін Бріттен писав такі твори в 1940-х роках, коли англійській оперній групі були потрібні твори, які можна було б легко взяти на гастролі та виконати в різноманітних невеликих просторах. «Збезчещена Лукреція» (1946) була його першою камерною оперою, і Бріттен продовжив далі разом з Альбертом Геррінгом (1947), «Поворотом гвинта» (1954) та «Річкою Керлю» (1964). Інші композитори, в тому числі Ганс Вернер Генце, Гаррісон Бьортвістл, Томас Адес, Джордж Бенджамін, Вільям Волтон і Філіп Гласс писали в цьому жанрі.
Інструменти для камерних опер різняться. «Збезчещена Лукреція» призначеною для невеликого художнього колективу та двенадцяти музикантів (ударні, арфа, струнний квінтет та духовний квінтет). «Щоденник божевільного» Хамфрі Сірла (1958) — чотирьох голосів та оркестру зі струнних, духових, двома перкусіоністами. Для створення певних звукових ефектів використовувався також магнітофон. «Сага короля Харальда» Джудіт Вір (1979) — для одного сопранового голосу.